# مارتی (مجارستان)
مارتِی (به مجاری:  Mártély) یک منطقهٔ مسکونی در مجارستان است که در ناحیه هودمزوواشارهی واقع شده‌است. مارتی ۴۱٫۲۱ کیلومتر مربع مساحت و ۱٬۳۰۱ نفر جمعیت دارد.

## خواهرخوانده
شهر Győr-Szabadhegy خواهرخواندهٔ مارتی (مجارستان) هست.